# Lulach
Lulach (gaèlic escocès: Lulach mac Gille Coemgáin, 1030- 17 de març de 1058) fou el darrer rei d'Escòcia de la dinastia MacAlpin. Era fill de Gruoch amb el seu primer marit, Gille Coemgáin de Moray. Fou proclamat rei pels clans gaèlics a la mort de Macbeth, i es casà amb Finnghuala d'Angus. El 17 de març de 1058 fou assassinat per Malcolm III.